# Provinz Como
Die Provinz Como (italienisch Provincia di Como) ist eine italienische Provinz mit 597.949 Einwohnern (Stand 31. Dezember 2023) in der Region Lombardei. Hauptort ist die Stadt Como.

Lage der Provinz Como in der Lombardei

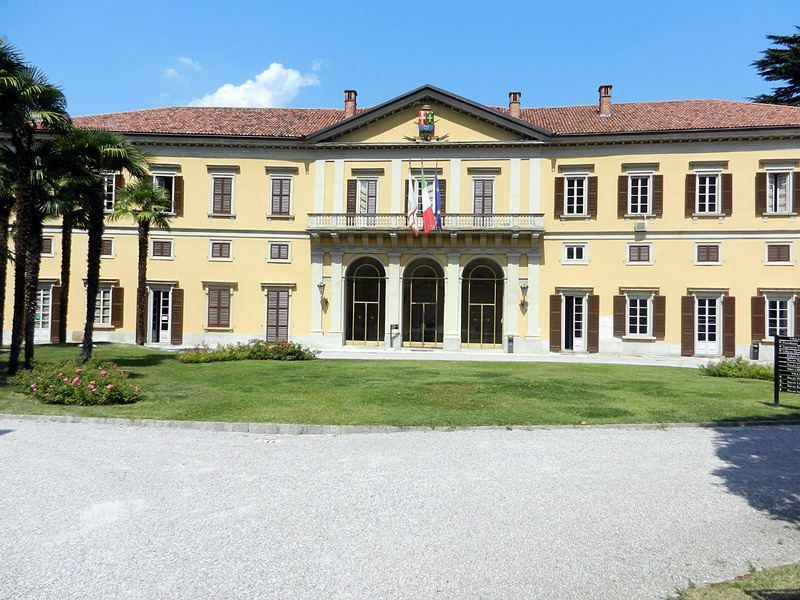
Villa Saporiti – La Rotonda Verwaltungssitz der Provinz in Como

## Geographie
Die Provinz Como umfasst eine Fläche von 1288 km². Sie grenzt im Norden an die Schweizer Kantone Tessin und  Graubünden, im Nordosten an die Provinz Sondrio, im Osten an die Provinz Lecco, im Süden an die Provinz Monza und Brianza und im Südwesten und Westen an die Provinz Varese.

## Größte Gemeinden
(Stand: 31. Dezember 2023)
| Gemeinde        | Einwohner |
| --------------- | --------- |
| Como            | 83.586    |
| Cantù           | 40.002    |
| Mariano Comense | 25.387    |
| Erba            | 16.236    |
| Olgiate Comasco | 11.985    |
| Lomazzo         | 9969      |
| Lurate Caccivio | 9695      |
| Fino Mornasco   | 10.011    |
| Turate          | 9809      |
| Cermenate       | 9388      |
| Inverigo        | 9247      |
| Mozzate         | 8734      |
| Appiano Gentile | 7715      |
| Cabiate         | 7319      |
| Cernobbio       | 6317      |